# Paul St. Hilaire

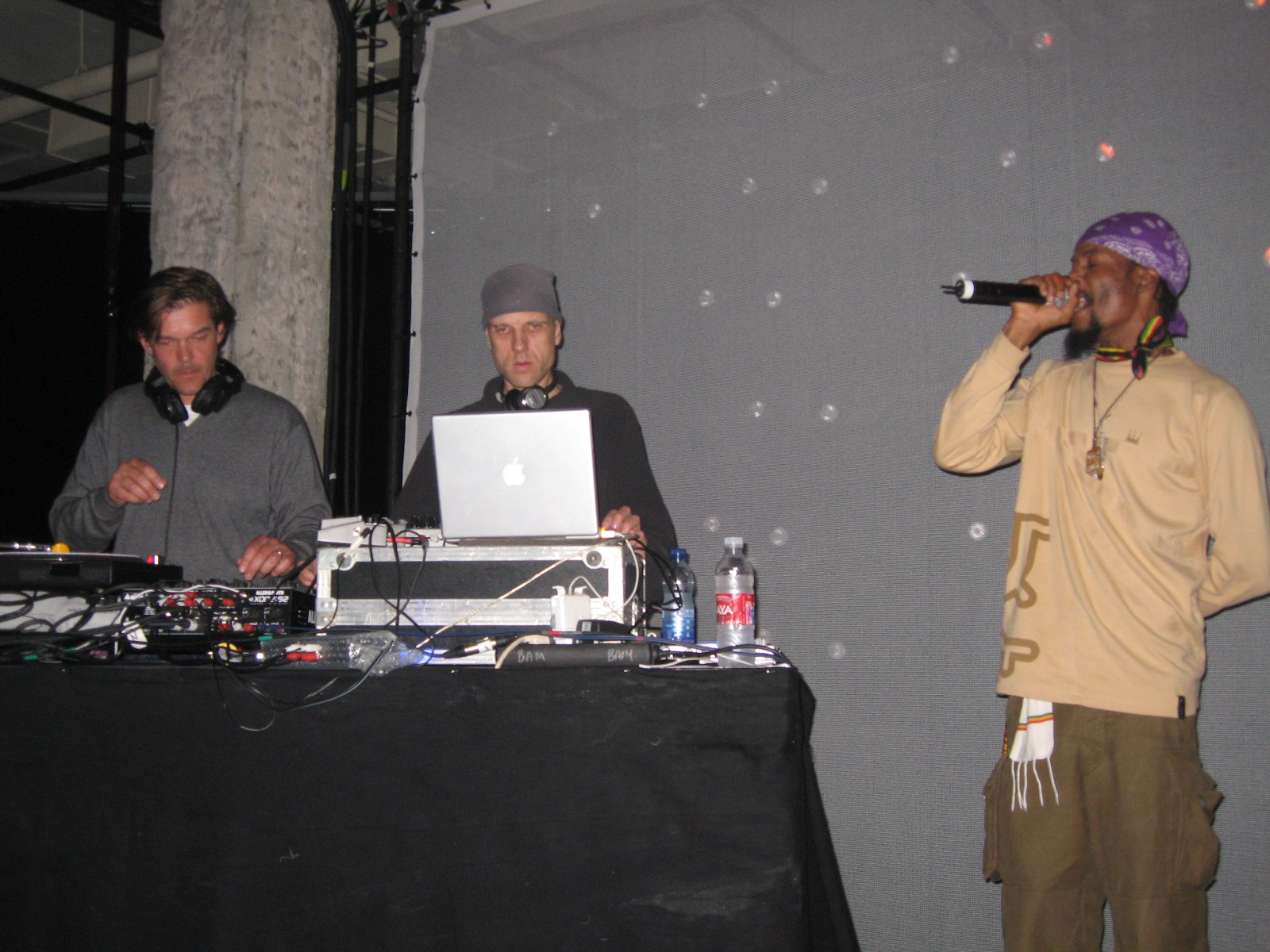
Rhythm & Sound live mit St. Hilaire (2007)

Paul St. Hilaire (* in Grand Bay, Saint Patrick, Dominica) ist ein auch unter dem Pseudonym Tikiman bekannter dominicanischer Reggae-Sänger, -Musiker und Labelbetreiber.

## Leben
St. Hilaire wuchs in den 1970er Jahren auf Dominica auf. Gemeinsam mit Ras Donovan gründete er die Band Radication Squad, in der St. Hilaire die Leadgitarre spielte und Donovan die Bassgitarre. Donovan zog 1988 nach Berlin um.
St. Hilaire war später in wechselnden Bands aktiv. Unter anderem war er Leadgitarrist und Sänger bei Livin’ Spirits, mit denen er zwei Alben aufnahm und auch international auf Tournee ging. In den frühen 1990er Jahren zog auch St. Hilaire nach Deutschland, nachdem er vom Gitarristen einer befreundeten Band nach Hannover eingeladen wurde. Später ließ er sich in Berlin nieder.
Ab Mitte der 1990er Jahre wurde Paul St. Hilaire auch außerhalb der Reggae-Szene durch seine Zusammenarbeit mit den Berliner Technomusikern Moritz von Oswald und Mark Ernestus bekannt. Als Tikiman steuerte er den Gesang für zahlreiche Projekte der beiden Musiker bei, darunter zu mehreren Dub-Techno-Platten als Rhythm & Sound oder zu den Vocal-House-Veröffentlichungen als Round Three bis Round Five auf Main Street Records. Die fünf Veröffentlichungen als Rhythm & Sound wurden 1998 im Album Showcase zusammengefasst.
Daneben arbeitete St. Hilaire unter anderem mit Künstlern wie Modeselektor, The Bug, Tarwater, Mikkel Metal, Deadbeat oder René Löwe und Substance aka. DJ Pete zusammen. Mit Löwe und Substace  tritt er seit 1999 auch als Paul St. Hilaire w/ Scion auf und präsentiert live Scion Versions der gemeinsam mit Rhythm & Sound entstandenen Musikstücke.
Nach rechtlichen Auseinandersetzungen mit einem anderen Namensinhaber musste er sein Pseudonym im Jahr 2003 ablegen und veröffentlicht seither unter seinem bürgerlichen Namen. Einige der früheren Veröffentlichungen wurden unter dem neuen Namen re-released.
Im Jahr 2000 gründete er sein eigenes Label False Tuned als Plattform für den „Reggae von morgen“. Auf seinem Label erschienen seine beiden Soloalben Unspecified (2003) und Adsom – A Divine State Of Mind (2006).

## Diskografie

### Alben
- 1998: Rhythm & Sound w/ Tikiman – Showcase (Burial Mix)
- 2003: Paul St. Hilaire – Unspecified (False Tuned)
- 2006: Paul St. Hilaire – Adsom – A Divine State Of Mind (False Tuned)
- 2014: Deadbeat and Paul St Hilaire – The Infinity Dub Sessions (BLKRTZ)
- 2017: Paul St. Hilaire + Rhauder – Derdeoc (Sushitech Records)
- 2020: Deadbeat & Paul St. Hilaire – Four Quarters Of Love And Modern Lash (Another Moon)
- 2020: Rhauder & Paul St. Hilaire – Assemblage (Ornaments)
- 2023: Paul St. Hilaire – Tikiman Vol.1 (Kynant Records)

### Singles und EPs
- 1996: Rhythm & Sound w/ Tikiman – Never Tell You (Burial Mix 01)
- 1996: Rhythm & Sound w/ Tikiman – Spend Some Time (Burial Mix 02)
- 1997: Rhythm & Sound w/ Tikiman – Ruff Way (Burial Mix 03)
- 1997: Rhythm & Sound w/ Tikiman – What A Mistry (Burial Mix 04)
- 1997: Rhythm & Sound w/ Tikiman – Why (Burial Mix 05)
- 1999: Tarwater feat. Tikiman – Like A Miracle (Soul Static Sound)
- 2001: Tikiman – Dub It Witaattitude (False Tuned)
- 2001: Tikiman – Drifting Along (False Tuned)
- 2001: Stereotyp Meets Tikiman – Jahman (G-Stone Recordings)
- 2001: Rhythm & Sound w/ Tikiman – Jah Rule (Burial Mix 07)
- 2003: Rhythm & Sound w/ Paul St. Hilaire – Music A Fe Rule (Rhythm & Sound)
- 2003: Round Three feat. Paul St. Hilaire – Acting Crazy (Main Street)
- 2003: Round Four feat. Paul St. Hilaire – Find A Way (Main Street)
- 2003: Round Five feat. Paul St. Hilaire – Na Fe Throw It (Main Street)
- 2003: Paul St. Hilaire & René Löwe – Faith (False Tuned)
- 2004: Martin:EZ feat. Paul St. Hilaire – Grandma (Crucial Sounds)
- 2004: Paul St. Hilaire – Dr.’s Degree (False Tuned)
- 2005: Rhythm & Sound w/ Paul St. Hilaire – Free For All (Burial Mix 20)
- 2005: Seven Dub feat. Paul St. Hilaire – U And Dem (Play Label)
- 2005: Paul St. Hilaire – Peculiar (False Tuned)
- 2005: Beat Pharmacy feat. Paul St. Hilaire – Don't Bodda Me (Deep Space Media)
- 2009: Rhauder feat. Paul St. Hilaire – No News (Ornaments)
- 2009: Intrusion w/ Paul St. Hilaire – Little Angel / A Night To Remember (Intrusion)
- 2009: Sideshow feat. Paul St. Hilaire – If Alone EP (Aus Music)
- 2010: Rhauder feat. Paul St. Hilaire – No News (Dub Remixes) (Ornaments)
- 2012: Rhauder feat. Paul St. Hilaire – Sidechain (Ornaments)
- 2013: Paul St. Hilaire – Nah Ina It EP (Jahtari)
- 2015: Modeselektor & Paul St. Hilaire – Trees (50Weapons)
- 2016: Rhauder / Paul St. Hilaire – Reconnection Ornaments (Ornaments)
- 2018: Paul St. Hilaire + Rhauder – Reconstructed.I (Sushitech Records)
- 2018: Paul St. Hilaire + Rhauder – Reconstructed.II (Sushitech Records)
- 2018: Paul St. Hilaire + Rhauder – Reconstructed.III (Sushitech Records)